# Dobrljevo
Dobrljevo – wieś w Słowenii, w gminie Zagorje ob Savi. W 2018 roku liczyła 96 mieszkańców.